# Thorectes orocantabricus
Thorectes orocantabricus är en skalbaggsart som beskrevs av Verdu och Eduardo Galante 2000. Thorectes orocantabricus ingår i släktet Thorectes och familjen tordyvlar. Inga underarter finns listade i Catalogue of Life.